# Steen Eiler Rasmussen
Steen Eiler Rasmussen, född 9 februari 1898 i Köpenhamn, död där 19 juni 1990, var en dansk arkitekt och författare. Från 1961 var han medlem av Danska akademien.
Rasmussen var under många år professor i byggnadskonst vid Det Kongelige Danske Kunstakademi, där han undervisade bland andra Jørn Utzon. Han har bland annat ritat Ringsted Rådhus och var med i planläggningen av den nya stadsdelen Tingbjerg i nordvästra Köpenhamn. 
För allmänheten är han nog mest känd som skribent, diktare, föredragshållare och debattör. Ett av hans mest inflytelserika verk är boken London, som utgavs på danska 1934. Andra viktiga verk är Byer og bygninger, 1949, och Om at opleve arkitektur (engelska Experiencing Architecture), 1957.
Steen Eiler Rasmussen tilldelades Holbergmedaljen 1969 och C.F. Hansen-medaljen 1977.